# Viatcheslav Kounaev
Viatcheslav Kounaev, né le 23 décembre 1976 à Leningrad (Saint-Pétersbourg), est un biathlète russe. 

## Biographie
Il obtient son premier podium en Coupe du monde au relais disputé à Oberhof en janvier 1999. Deux mois plus tard, il se classe sixième de l'individuel des Mondiaux à Oslo, son meilleur résultat individuel, pour sa seule sélection en grand championnat.
Il représente plus tard la Biélorussie, courant que deux fois en Coupe du monde sous ces couleurs.

## Palmarès

### Championnats du monde
| Épreuve / Édition              | individuel | Sprint | Poursuite | Départ en masse | Relais |
| Mondiaux 1999 Kontiolahti Oslo | 6e         | -      | -         | -               | -      |

### Coupe du monde
- Meilleur classement général : 34e en 1999.
- 2 podiums en relais : 2 deuxièmes places.

#### Classements annuels
| Année | Classement général final |
| 1999  | 34e                      |